# Apollonivka, Iemilciîne
Apollonivka (în ucraineană Аполлонівка) este un sat în comuna Mokleakî din raionul Iemilciîne, regiunea Jîtomîr, Ucraina.

## Demografie
Componența lingvistică a localității Apollonivka
     Ucraineană (99,31%)
Conform recensământului din 2001, majoritatea populației localității Apollonivka era vorbitoare de ucraineană (99,31%), existând în minoritate și vorbitori de alte limbi.